# Barrowford
Barrowford – wieś w Anglii, w hrabstwie Lancashire, w dystrykcie Pendle. Leży 43 km na północ od miasta Manchester i 296 km na północny zachód od Londynu. W 2001 miejscowość liczyła 6039 mieszkańców.